# Aigueperse (Rhône)
Aigueperse ist eine französische Gemeinde mit 239 Einwohnern (Stand: 1. Januar 2022) im Département Rhône in der Region Auvergne-Rhône-Alpes. Sie gehört zum Arrondissement Villefranche-sur-Saône und zum Kanton Thizy-les-Bourgs. Die Einwohner heißen Aiguepersirons.
Umgeben wird Aigueperse von Saint-Bonnet-des-Bruyères im Osten und Saint-Igny-de-Vers im Süden, im Département Rhône, Matour im Nordosten, Châtenay, Gibles und Saint-Racho im Westen, im Département Saône-et-Loire.

## Bevölkerungsentwicklung
| Jahr                       | 1962 | 1968 | 1975 | 1982 | 1990 | 1999 | 2006 | 2018 |
| Einwohner                  | 423  | 388  | 360  | 267  | 240  | 232  | 244  | 246  |
| Quellen: Cassini und INSEE |      |      |      |      |      |      |      |      |

## Persönlichkeiten
- Gilbert Ducher (ca. 1490–nach 1538), Epigrammdichter